# Tsend-Otschiryn Tsogtbaatar

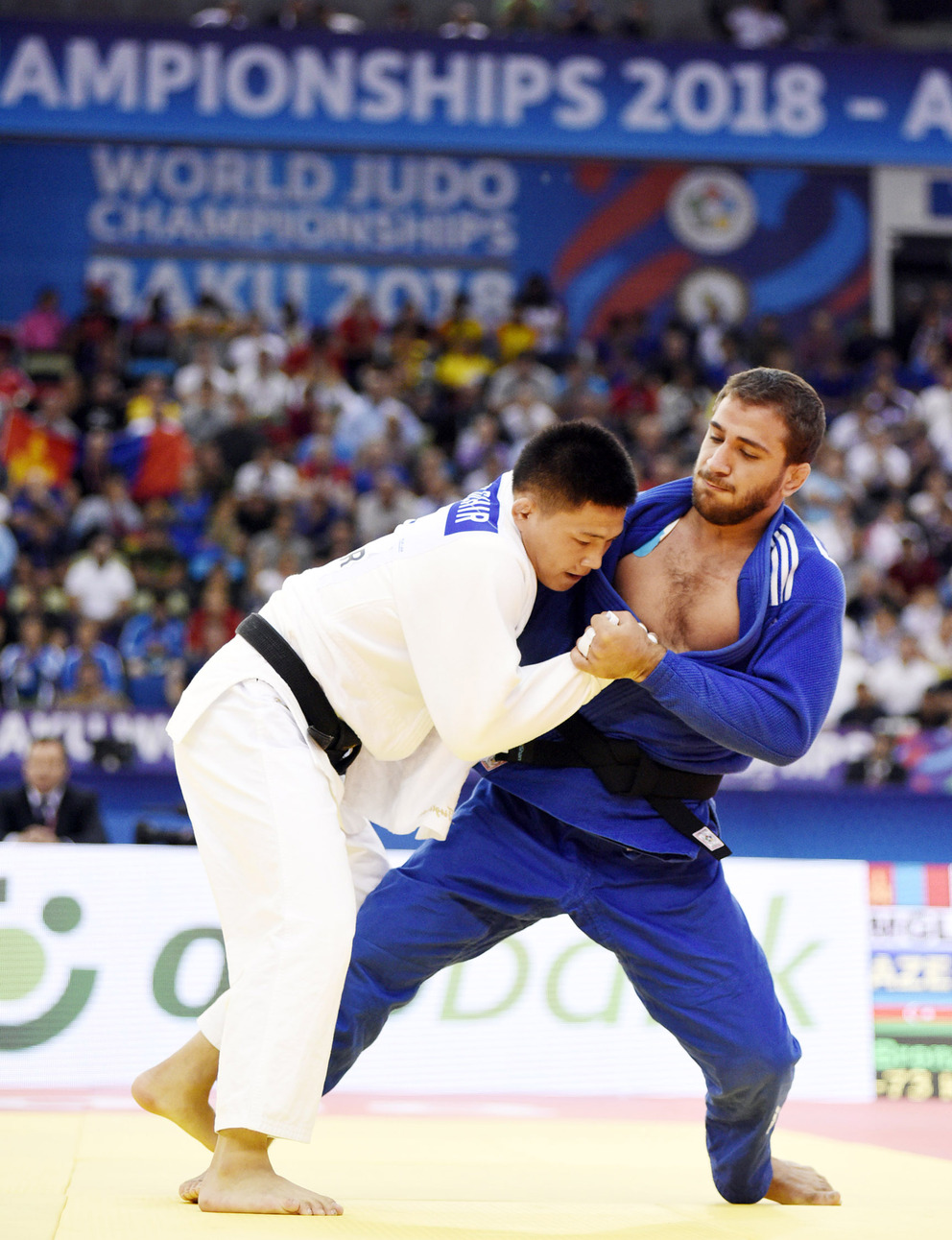
Tsend-Otschiryn Tsogtbaatar (in weiß) gegen den Aserbaidschaner Hidayət Heydərov bei den Weltmeisterschaften 2018.

Tsend-Otschiryn Tsogtbaatar (mongolisch Цэнд-Очирын Цогтбаатар; * 16. März 1996 in Bajanchongor) ist ein mongolischer Judoka, der 2021 Olympiadritter und 2022 Weltmeister wurde.

## Sportliche Karriere
Der 1,70 m große Tsend-Otschiryn Tsogtbaatar kämpfte bis 2016 im Superleichtgewicht, der Gewichtsklasse bis 60 Kilogramm. 2013 war er Dritter der Kadetten-Weltmeisterschaften und Zweiter der U18-Asienmeisterschaften. 2014 nahm er an den Olympischen Jugendspielen in Nanjing teil, verpasste dort aber den Einzug in die Runde der letzten Acht. Im selben Jahr war er Zweiter der Junioren-Weltmeisterschaften und Dritter der U21-Asienmeisterschaften. 2015 gewann er erneut die Silbermedaille bei den Junioren-Weltmeisterschaften. 2016 siegte er erstmals bei den mongolischen Meisterschaften und belegte den dritten Platz bei den Asienmeisterschaften. Bei den Olympischen Spielen in Rio de Janeiro gewann er seine ersten beiden Kämpfe und schied dann gegen den Südkoreaner Kim Won-jin aus.
Nach den Olympischen Spielen stieg Tsogtbataar zwei Gewichtsklassen auf und kämpfte nun im Leichtgewicht, der Gewichtsklasse bis 73 Kilogramm. Anfang 2018 gewann er das Grand-Slam-Turnier in Jekaterinburg mit einem Finalsieg über den Armenier Ferdinand Karapetjan. Im selben Jahr gewann er seinen ersten mongolischen Meistertitel in seiner neuen Gewichtsklasse, weitere folgten 2019 und 2020. Bei den Weltmeisterschaften in Baku unterlag er im Viertelfinale dem Südkoreaner An Chang-rim. Mit einem Sieg über den Georgier Lascha Schawdatuaschwili erreichte er den Kampf um Bronze. Diesen verlor er gegen Hidayət Heydərov aus Aserbaidschan. 2019 bezwang er im Finale der Asienmeisterschaften An Chang-rim. Bei der Sommer-Universiade 2019 belegte Tsogtbaatar den fünften Platz. Im März 2021 gewann Tsogtbaatar zwei Grand-Slam-Turniere. Beim Turnier in Taschkent besiegte er im Finale den Kasachen Zhansay Smaghulow, drei Wochen später bezwang er im Finale des Turniers in Tiflis den Kanadier Arthur Margelidon. Bei den Olympischen Spielen in Tokio bezwang er im Viertelfinale Akil Gjakova aus dem Kosovo. Nach seiner Halbfinalniederlage gegen den Japaner Shōhei Ōno besiegte der Mongole im Kampf um eine Bronzemedaille Arthur Margelidon. 2022 bezwang er im Finale der Weltmeisterschaften in Taschkent den Japaner Soichi Hashimoto. Bei den 2023 ausgetragenen Asienspielen 2022 in Hangzhou gewann er die Bronzemedaille. In der Mannschaftskonkurrenz sicherte er sich mit der mongolischen Mannschaft ebenfalls die Bronzemedaille.